# آبشار الکساندرا
آبشار الکساندرا (به انگلیسی: Alexandra Falls) آبشاری است که در  نورت‌وست تریتوریز، کانادا واقع شده و ارتفاع کلی ریزشگاه آن ۳۲ متر (۱۰۵ فوت) است.